# Torneio dos Campeões de Futsal do Paraná de 2014
O Torneio dos Campeões de Futsal do Paraná de 2014 (cujo nome oficial é Torneio dos Campeões Unipar, por motivos de patrocínio), foi a 1ª edição da competição, sua organização foi de competência da Federação Paranaense de Futsal. Todos os jogos foram disputados na cidade de Umuarama, no Paraná. Ao vencedor, foi destinada vaga, para disputar à Liga Sul de Futsal de 2015.
Ao término do torneio, a Copagril venceu o Cascavel na final, pelo placar de 2 a 1, garantindo o título, e o direito de representar o estado do Paraná na Liga Sul.

## Participantes
| Equipe     | Cidade                  | Classificação                                        | Títulos        |
| ---------- | ----------------------- | ---------------------------------------------------- | -------------- |
| Ampére     | Ampére                  | Campeão da Chave Prata de 2013                       | 0 (não possui) |
| Cascavel   | Cascavel                | Campeão Paranaense em, 2003, 2004, 2005, 2011 e 2012 | 0 (não possui) |
| Copagril   | Marechal Cândido Rondon | Campeão Paranaense em, 2009 e 2013                   | 0 (não possui) |
| Guarapuava | Guarapuava              | Campeão Paranaense em, 2010                          | 0 (não possui) |
| Umuarama   | Umuarama                | Campeão Paranaense em, 2007 e 2008                   | 0 (não possui) |

- O Foz Futsal, que havia confirmado participação no torneio desistiu da disputa.

## Regulamento
O Torneio dos Campeões de Futsal do Paraná de 2014, será disputado em três fases com o início previsto para o dia 19 de março, e término em 23 do mesmo mês.
Primeira Fase
Na Primeira fase, as 5 equipes, serão distribuídas em dois grupos, de três componentes, disputando jogos em Turno. Se qualificam para a Segunda Fase (Semifinal) os 2 melhores colocados;
Segunda Fase (Semi-Final)
Os quatro classificados, serão divididos em duas chaves, jogando em Play-Off eliminatório de uma partida, em caso de empate, a equipe de melhor campanha na primeira fase avança para a final.
Terceira Fase (Final)
Os dois times vencedores, disputam a grande final do torneio a fim de definir o campeão da edição. A decisão ocorrerá em partida única, em caso de empate, será provocada uma prorrogação e persistindo o resultado de igualde, pênaltis.
Critérios de Desempate
1. Equipe que obtiver o maior número de pontos;
2. Confronto direto;
3. Goal Average (maior quociente da divisão do número de gols marcados pelo número de gols sofridos);
4. Menor média de gols sofridos na Fase (número de gols sofridos divididos pelo número de jogos);
5. Maior média de gols marcados na Fase (número de gols feitos dividido pelo número de jogos);
6. Maior saldo;
7. Sorteio.

## Primeira Fase

### Grupo A
| Pos | Times      | Pts | J | V | E | D | GP | GC | SG | GA   | %    | Classificação               |
| --- | ---------- | --- | - | - | - | - | -- | -- | -- | ---- | ---- | --------------------------- |
| 1   | Guarapuava | 6   | 2 | 2 | 0 | 0 | 6  | 4  | 2  | 1,50 | 100% | Classificados aos Play-Offs |
| 2   | Cascavel   | 3   | 2 | 1 | 0 | 1 | 4  | 5  | -1 | 0,80 | 50%  | Classificados aos Play-Offs |
| 3   | Ampére     | 0   | 2 | 0 | 0 | 2 | 1  | 3  | -2 | 0,33 | 0%   | Eliminado                   |

### Confrontos
| 19 de março | Ampére | 0 - 1 | Cascavel      | Amario Vieira da Costa, Umuarama |
| 19:00       |        |       | Wesley 27:00' |                                  |

| 20 de março | Ampére      | 1 – 2 | Guarapuava                          | Amario Vieira da Costa, Umuarama |
| 19:00       | Piliu 3:27' |       | Marquinhos 17:53' · Adeirton 18:22' |                                  |

| 21 de março | Cascavel                    | 3 – 4 | Guarapuava   | Amario Vieira da Costa, Umuarama |
| 19:00       | PH (g.c) · Caça · Guilherme |       | Jamur · Simi |                                  |

### Grupo B
| Pos | Times     | Pts | J | V | E | D | GP | GC | SG | GA   | %     | Classificação               |
| --- | --------- | --- | - | - | - | - | -- | -- | -- | ---- | ----- | --------------------------- |
| 1   | Umuarama1 | 1   | 1 | 0 | 1 | 0 | 3  | 3  | 0  | 0,00 | 33,3% | Classificados aos Play-Offs |
| 2   | Copagril  | 1   | 1 | 0 | 1 | 0 | 3  | 3  | 0  | 0,00 | 33,3% | Classificados aos Play-Offs |

- 1 Classificado em primeiro lugar, por sorteio.

### Confrontos
| 21 de março | Umuarama                    | 3 – 3 | Copagril                               | Amario Vieira da Costa, Umuarama |
| 20:30       | Douglas · Pedro · Schneider |       | Marcelo Paulista · Leandrinho · Guerra |                                  |

## Play-Offs
|  | Semifinais  | Semifinais |   |  | Final       | Final |  |
|  |             |            |   |  |             |       |  |
|  | 22 de março |            |   |  |             |       |  |
|  | Umuarama    | 4          |   |  |             |       |  |
|  | Cascavel    | 4          |   |  |             |       |  |
|  |             |            |   |  |             |       |  |
|  |             |            |   |  | 23 de março |       |  |
|  |             |            |   |  | Cascavel    | 1     |  |
|  |             | Copagril   | 2 |  |             |       |  |
|  |             |            |   |  |             |       |  |
|  |             |            |   |  |             |       |  |
|  |             |            |   |  |             |       |  |
|  | 22 de março |            |   |  |             |       |  |
|  | Guarapuava  | 0          |   |  |             |       |  |
|  | Copagril    | 3          |   |  |             |       |  |

### Semifinal
| 22 de março | Guarapuava | 0 - 3 | Copagril                           | Ginásio Amario Vieira da Costa, Umuarama |
| 17:00       |            |       | Marcelo Paulista · Daniel · Arthur |                                          |

| 22 de março | Umuarama                      | 4 - 4 | Cascavel                 | Ginásio Amario Vieira da Costa, Umuarama |
| 19:00       | Éder Luan · Douglas · Deividi |       | Diego · Guilherme · Caça |                                          |

### Final
| 23 de março | Cascavel | 1 - 2 | Copagril        | Ginásio Amario Vieira da Costa, Umuarama |
| 10:30       | Jaison   |       | Márcio · Daniel |                                          |

## Artilharia
| Posição | Jogador          | Clube      | Gols |
| ------- | ---------------- | ---------- | ---- |
| 1       | Caça             | Cascavel   | 3    |
| 1       | Jamur            | Guarapuava | 3    |
| 2       | Daniel           | Copagril   | 2    |
| 2       | Marcelo Paulista | Copagril   | 2    |
| 2       | Douglas          | Umuarama   | 2    |
| 2       | Éder Luan        | Umuarama   | 2    |
| 2       | Guilherme        | Cascavel   | 2    |
| 3       | Wesley           | Cascavel   | 1    |
| 3       | Piliu            | Ampére     | 1    |
| 3       | Adeirton         | Guarapuava | 1    |
| 3       | Marquinhos       | Guarapuava | 1    |
| 3       | Simi             | Guarapuava | 1    |
| 3       | Pedro            | Umuarama   | 1    |
| 3       | Schneider        | Umuarama   | 1    |
| 3       | Deividi          | Umuarama   | 1    |
| 3       | Arthur           | Copagril   | 1    |
| 3       | Jaison           | Cascavel   | 1    |
| 3       | Guerra           | Copagril   | 1    |
| 3       | Márcio           | Copagril   | 1    |

## Premiação
| Torneio dos Campeões de Futsal do Paraná de 2014  |
| ------------------------------------------------- |
| Associação Atlética Cultural Copagril (1º título) |